# Izecksohniella puri
Izecksohniella puri is een rechtvleugelig insect uit de familie krekels (Gryllidae). De wetenschappelijke naam van deze soort is voor het eerst geldig gepubliceerd in 2003 door Sperber, Rocha, Lopes-Andrade & Mesa.